# Alchemilla roccatii
Alchemilla roccatii är en rosväxtart som beskrevs av Fabrizio Cortesi. Alchemilla roccatii ingår i släktet daggkåpor, och familjen rosväxter. Inga underarter finns listade i Catalogue of Life.